# 국내실향민
국내실향민(國內失鄕民, 영어: internally displaced persons, IDP)은 자신의 집 또는 일상적 거주지에서 강제적 또는 의무적으로 도피하거나 떠나도록 된 사람들, 특히 무장 분쟁, 무분별한 폭력 상황, 인권 유린, 자연재해 또는 인공적으로 발생한 재해 등의 피해를 피하거나 그 영향으로 인해 실향된 사람들 중 국제적으로 인정된 국경을 넘지 않은 사람들을 말한다. 가장 많은 국내 이재민의 인구를 가지고 있는 지역은 아프리카이며 21개 국가에 1100만 8천명의 국내 이재민이 있다.

## 정의
난민처럼의 법적 정의는 없지만, 유엔은 내부 이동의 지도원칙에서 다음과 같이 정의했다:
국내 이재민들(또한 많은 도와주는 민간과 군인 기관들에서 DPRE라 불리는)은 그들의 집이나 상거소의 장소들을 떠나도록 협박받거나 의무가 있는 사람들 혹은 그 집단들이다. 그들은 특히 무력 분쟁, 일반화된 폭력의 사태, 인권 침해 혹은 자연적 또는 인위적 재난의 영향 혹은 그 영향을 피하기 위해 그래야만 하고 국제적으로 인식되는 주 경계를 넘지 못한 사람들이다.

위의 정의가 내부적 이동(강제 그리고 국내의 내부적 이동)의 두가지 중요한 요소들을 강조하지만 엄격한 정의보다는 지도 원칙들이 "지도 원칙의 염려가 필요한 사람의 범주를 묘사하는 신원 확인"을 제공한다는 것이 중요하다. 이리하여, 자료"법적 정확성 보다는 왜곡의 고의적인 조종"는 "특히" 이동에 대한 이유들이 철저하지 못했다는 점을 나타낸다. 그러나, 에린 무니가 "내부적 이동에 관한 세계적 통계 자료들은 일반적으로 갈등과 인권 침해에서 뿌리채 뽑힌 이재민들만 센 것이다. 더하자면, 최근 연구는 국내 이재민에 대한 개념이 폭력에 의해 이동한 사람들을 제한하기 위해 더 좁게 정의 되어야 한다."라고 지적했다. 그리하여, 내부적 이동에 대한 불충분한 이유들에도 불구하고, 국제적 경계를 건넌다면 난민으로 정의될 많은 관련된 사람들이 국내 이재민들로 정의된다.

## 같이 보기
- 난민
- 실향민